# 2031
2031 (MMXXXI) va fi un an obișnuit al calendarului gregorian, care va începe într-o zi de miercuri.

## Evenimente anticipate
- 1 ianuarie: Cărțile, filmele și alte lucrări publicate în 1935 vor intra în domeniul public în Statele Unite.
- ESA va lansa ATHENA (Advanced Telescope for High Energy Astrophysics), un telescop cu raze X.
- Se estimează că India va începe eliminarea treptată a hidrofluorocarburilor conform Protocolului de la Montreal, semnat în 1987, un acord internațional pentru protejarea stratului de ozon prin eliminarea treptată a producției de substanțe responsabile de epuizarea ozonului. [1]
- O mare parte din Bangkok riscă să fie abandonată din cauza inundațiilor.[2]
- Rezervele globale de plumb se epuizează.[3]
- Va fi implementat la scară largă Web 4.0[4]
- Farmaciile cu celule stem vor deveni o obișnuință.[5]
- Se estimează că cuplurile căsătorite vor fi o minoritate în Marea Britanie.[6]
- Ciocolata poate deveni un aliment rar.[7]
- Jupiter Icy Moons Explorer urmează să sosească după ce va căuta viață pe sistemul jovian.